# Équipe du Venezuela féminine de football
Cet article traite de l'équipe féminine. Pour l'équipe masculine, voir Équipe du Venezuela de football.
Maillots
L'équipe du Venezuela féminine de football (en espagnol : « Selección femenina de fútbol de Venezuela ») est l'équipe nationale qui représente le Venezuela dans les compétitions majeures de football féminin : la Coupe du monde, les Jeux olympiques et le Sudamericano Femenino.

## Classement FIFA
| Année               | 2003 | 2004 | 2005 | 2006 | 2007 | 2008 | 2009 | 2010 | 2011 | 2012 | 2013 | 2014 | 2015 | 2016 | 2017 | 2018 |
| ------------------- | ---- | ---- | ---- | ---- | ---- | ---- | ---- | ---- | ---- | ---- | ---- | ---- | ---- | ---- | ---- | ---- |
| Classement mondial  | 74   | 77   | 80   | 81   | 79   | 117  | 67   | 75   | 75   | 131  | 118  | 64   | 66   | 61   | 63   | 57   |
| Classement Conmebol | 9    | 9    | 9    | 9    | 9    |      | 7    | 9    | 9    |      |      | 8    | 8    | 3    | 6    |      |

## Parcours dans les compétitions internationales
La sélection vénézuélienne prend part à deux grandes compétitions internationales :
- La Coupe du monde réunit les meilleures nations mondiales et tous les continents y ont leurs représentants.
- Le Sudamericano Femenino est un tournoi continental où seules les sélections sud-américaines sont conviées. Cette compétition offre les accessits pour la Coupe du monde et pour les Jeux olympiques.

### Parcours en Coupe du monde
Le Venezuela n’a jamais participé à la Coupe du monde. 
| Édition | Performance      | J | V | N | D | Bp | Bc |
| ------- | ---------------- | - | - | - | - | -- | -- |
| 1991    | Non qualifiée    | 0 | 0 | 0 | 0 | 0  | 0  |
| 1995    | Ne participe pas | 0 | 0 | 0 | 0 | 0  | 0  |
| 1999    | Non qualifiée    | 0 | 0 | 0 | 0 | 0  | 0  |
| 2003    | Non qualifiée    | 0 | 0 | 0 | 0 | 0  | 0  |
| 2007    | Non qualifiée    | 0 | 0 | 0 | 0 | 0  | 0  |
| 2011    | Non qualifiée    | 0 | 0 | 0 | 0 | 0  | 0  |
| 2015    | Non qualifiée    | 0 | 0 | 0 | 0 | 0  | 0  |
| 2019    | Non qualifiée    | 0 | 0 | 0 | 0 | 0  | 0  |
| Total   | -                | 0 | 0 | 0 | 0 | 0  | 0  |

### Parcours en Copa América féminine
La sélection vénézuélienne a participé à la Copa América féminine à 8 reprises.
| Édition | Performance      | J  | V | N | D  | Bp | Bc |
| ------- | ---------------- | -- | - | - | -- | -- | -- |
| 1991    | Troisième        | 2  | 0 | 0 | 2  | 0  | 7  |
| 1995    | Ne participe pas | 0  | 0 | 0 | 0  | 0  | 0  |
| 1998    | Premier tour     | 4  | 0 | 0 | 4  | 2  | 25 |
| 2003    | Premier tour     | 2  | 0 | 0 | 2  | 0  | 10 |
| 2006    | Premier tour     | 4  | 1 | 1 | 2  | 4  | 10 |
| 2010    | Premier tour     | 4  | 1 | 0 | 3  | 5  | 15 |
| 2014    | Premier tour     | 4  | 1 | 1 | 2  | 4  | 6  |
| 2018    | Premier tour     | 4  | 2 | 0 | 2  | 9  | 6  |
| 2022    | Sixième          | 5  | 2 | 1 | 2  | 4  | 6  |
| Total   | -                | 29 | 7 | 3 | 19 | 28 | 85 |